# Cerastium nigrescens
Cerastium nigrescens es una especie perteneciente a la familia de las cariofiláceas. Se encuentra en Shetland, Escocia.

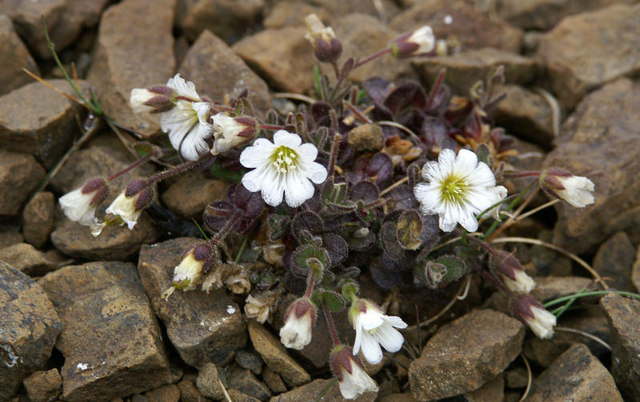
Detalle de la planta en flor

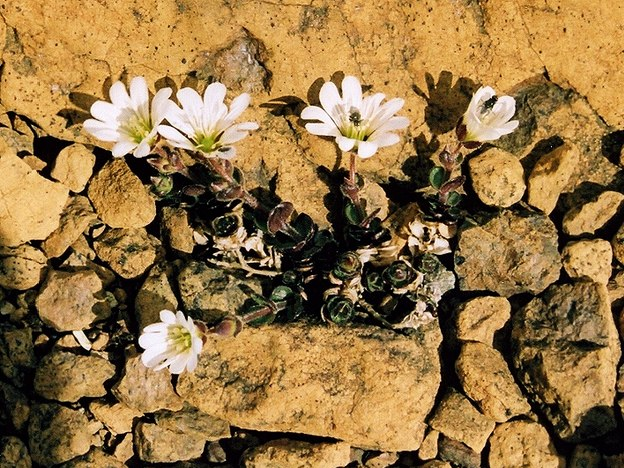
En su hábitat

## Descripción
Se registró por primera vez en 1837 por el botánico Thomas Edmondston, que tenía 12 años en el momento. Durante mucho tiempo se consideró un sinónimo de Cerastium arcticum, pero ahora está ampliamente considerada como una especie separada. Aunque se informó de otros dos sitios en el siglo XIX, en la actualidad sólo crece en dos  colinas de serpentinas en la isla de Unst (ver Keen de Hamar).
El número de C. nigrescens puede variar drásticamente de un año a otro, por razones que no están claras (probablemente debido a unos índices variables de germinación y supervivencia), pero la tendencia subyacente parece estable y no ha habido ningún cambio en su distribución.
Las plantas adultas pueden ser no mucho más que solo un brote con una flor o puede ser una mata acolchada del tamaño de un puño, con hasta 40 flores. Las flores son desproporcionadamente grandes en comparación con el tamaño de la planta.

## Taxonomía
Cerastium nigrescens fue descrita por  (H.C.Watson) Edmondston ex H.C.Watson y publicado en Cybele Britannica 1: 233. 1847.
Etimología
Cerastium: nombre genérico que proviene del griego: keras (= cuerno), probablemente refiriéndose a la forma de los frutos del género. Fue latinizado más tarde por el botánico alemán Johann Jacob Dillenius (1684-1747) y luego, eventualmente asumida por Carlos Linneo en 1753. 
nigrescens: epíteto latino que significa "negruzco".
Sinonimia
- Cerastium alpinum var. edmondstonii (Edmondston) Hook.f.
- Cerastium arcticum var. edmondstonii (Edmondston) Beeby
- Cerastium arcticum subsp. edmondstonii (Edmondston) Á.Löve & D.Löve
- Cerastium arcticum f. nigrescens (H.C.Watson) Druce
- Cerastium edmondstonii (Edmundston) Murb. & Ostenf.
- Cerastium edmondstonii var. caespitosum Dusén
- Cerastium edmondstonii var. nigrescens (H.C.Watson) A.R.Clapham
- Cerastium latifolium var. acutifolium Edmondston
- Cerastium latifolium var. edmondstonii Edmondston
- Cerastium latifolium var. nigrescens H.C.Watson	Synonym	[3]